# 伊吹裕子
伊吹 裕子（いぶき ゆうこ、1965年7月 - ）は、日本の薬学者・化学者・環境学者。専門は、光環境学・細胞生化学。学位は、博士（薬学）（静岡県立大学・1998年）。静岡県立大学食品栄養科学部教授・大学院食品栄養環境科学研究院教授。
海洋バイオテクノロジー研究所研究員、静岡県立大学環境科学研究所助教授、静岡県立大学環境科学研究所准教授、静岡県立大学食品栄養科学部准教授などを歴任した。

## 来歴

### 生い立ち
1965年に生まれた。静岡薬科大学に進学し、薬学部の薬学科にて薬学を学んだ。1987年、静岡薬科大学と静岡女子大学、静岡女子短期大学が統合され、静岡県立大学が新設された。しかし、静岡薬科大学の在学生は静岡県立大学には移籍しなかったため、卒業するまでは従来どおり静岡薬科大学の学生として扱われた。1988年、静岡薬科大学を卒業した。その後、静岡県立大学の大学院に進学し、薬学研究科にて学んだ。1990年に、静岡県立大学大学院の博士前期課程を修了した。なお、のちに静岡県立大学から博士（薬学）の学位を取得している。論文名は「電離放射線の生体刺激効果に関する研究 -in vivo及びin vitroにおける低線量照射の効果」。

### 研究者として
静岡県立大学の大学院を修了した翌月から、海洋バイオテクノロジー研究所にて研究員として勤務した。しかし、1年後には母校である静岡県立大学に採用され、大学院の生活健康科学研究科にて助手として勤務した。2005年には、静岡県立大学の環境科学研究所の助教授に昇任した。また、その間に、シドニー大学の客員共同研究員を兼任した。2007年より、静岡県立大学の環境科学研究所の准教授を務めている。また、静岡県立大学の大学院にて、生活健康科学研究科の環境物質科学専攻の准教授を兼務した。2012年、生活健康科学研究科が薬学研究科と統合され、新たに2研究院1学府に再編されたことにともない、新設された食品栄養環境科学研究院の准教授を兼務することとなった。2014年、静岡県立大学の食品栄養科学部にて環境生命科学科が発足したことにともない、本務が環境科学研究所の准教授から食品栄養科学部の准教授に異動となった。なお、大学院においては、食品栄養環境科学研究院の准教授も引き続き兼務している。

## 研究
薬学部や薬学研究科の出身であるため、専門は薬学であるが、生化学や環境学にもかかわりの深い分野を研究している。専門分野としては、光環境学と細胞生化学の2つを挙げている。具体的には、光と発癌性についての研究を行っており、紫外線による発癌のメカニズムの詳細な解析を行っている。また、エピジェネティクスについても研究しており、環境因子がエピジェネティクス変異に及ぼす影響の調査や、エピジェネティクス変化を生かした光増感療法の新規開発に取り組んでいる。
また、自身の研究分野についてのコラムなども執筆している。母子手帳における日光浴の記述の変遷などを例示することで、時代によって紫外線に関する知見が変化したことをわかりやすく説明している。さらに、紫外線がデオキシリボ核酸を傷つけることや、ヒトは18歳までに一生に浴びる紫外線の半分近くを浴びてしまうことを指摘したうえで、未成年のうちは細胞分裂も盛んだが、紫外線によるデオキシリボ核酸の傷は分裂後の細胞にも受け継がれるとして、未成年のころからの紫外線対策の重要性を訴えている。さらに、小学生の子を持つ母親を対象に、子連れで参加できるサイエンスカフェを開催し、そこで紫外線についての講義を行うなど、紫外線対策の重要性を努めて説いている。なお、2019年度の教員活動評価にて特に高く評価され、2020年に静岡県立大学学長表彰を受けた。

## 略歴
- 1965年 - 誕生。
- 1988年 - 静岡薬科大学薬学部卒業。
- 1990年 - 静岡県立大学大学院薬学研究科博士前期課程修了。
- 1990年 - 海洋バイオテクノロジー研究所研究員。
- 1991年 - 静岡県立大学大学院生活健康科学研究科助手。
- 2005年 - シドニー大学客員共同研究員。
- 2005年 - 静岡県立大学環境科学研究所助教授。
- 2007年 - 静岡県立大学環境科学研究所准教授。
- 2007年 - 静岡県立大学大学院生活健康科学研究科准教授。
- 2012年 - 静岡県立大学大学院食品栄養環境科学研究院准教授。
- 2014年 - 静岡県立大学食品栄養科学部准教授。

## 受賞歴
- 2020年 - 静岡県立大学学長表彰[10]。

## 著作
- Y Ibuki, et al., "Akt1-mediated intracellular oxidation after UVB irradiation suppresses apoptotic cell death induced by cell detachment and serum starvation.", Photochem Photobiol, Vol.84, No.1, January-February, 2008, pp.154-161.
- T Toyooka, G Ohnuki and Y Ibuki, "Solar-simulated light-exposed benzo[a]pyrene induces phosphorylation of histone H2AX.", Mutat Res, Vol.650, No.2,February 29, 2008, pp.132-139.
- Y Mutou, et al., "Induction of apoptosis by UV-irradiated chlorinated bisphenol A in Jurkat cells.", Toxicol In Vitro, Vol.22, No.4, Jun., 2008, pp.864-872.
- Y Ibuki, Y Tani, and T Toyooka, "UVB-Exposed Chlorinated Bisphenol A Generates Phosphorylated Histone H2AX in Human Skin Cells.", Chem Res Toxicol, Vol.21, No.9, Sep., 2008, pp.1770-1776.
- H Suzuki, et al., "Preparation of DNA-adsorbed TiO2 particles with high performance for purification of chemical pollutants.", Environ Sci Technol, Vol.42, No.21, November 1, 2008, pp.8076-8082.
- M Ishihama, T Toyooka and Y Ibuki, "Generation of phosphorylated histone H2AX by benzene metabolites.", Toxicol In Vitro, Vol.22, No.8, Dec., 2008, pp.1861-1868.
- T Toyooka, et al., "DNA can sediment TiO2 particles and decrease the uptake potential by mammalian cells.", Sci Total Environ, Vol.407, No.7, March 15, 2009, pp.2143-2150.
- T Toyooka and Y Ibuki, "Cigarette sidestream smoke induces phosphorylated histone H2AX.", Mutat Res, Vol.676, No.1-2, May 3, 2009, pp.34-40.